# Arruda dos Vinhos
Arruda dos Vinhos ist eine Kleinstadt (Vila) in Portugal.

## Geschichte
Antas und andere Funde belegen eine vorgeschichtliche Besiedlung. Aus römischer Zeit stammt u. a. der Ofen Forno da Pipa und ein Wegstein einer Römerstraße. Der Ortsname Arruda ist mit der hier zahlreich vorkommenden Rautenart (lat. Ruta) der Weinraute verbunden und entwickelte sich aus dem Lateinischen Ruta und Arabischen al-Ruta über Ar-Ruta zur heutigen Form.
Der heutige Ort entstand vermutlich im Zuge der Wiederbesiedlungspolitik während der Reconquista. Erstmals offiziell erwähnt wurde Arruda in seiner Stadtrechtsurkunde, die Portugals erster König, D.Afonso Henriques im Jahr 1160 ausstellte. 1172 übergab er das Gebiet dem Santiagoorden, der die hiesige Landwirtschaft und insbesondere den Weinbau förderte. Der Ortsname Arruda erhielt daher im Laufe der Zeit den Zusatz dos Vinhos (port. für: der Weine).
König D.Manuel I. erneuerte die Stadtrechte 1517 im Zuge seiner Verwaltungsreformen. Er hielt sich zudem selbst eine Zeit in Arruda auf, als in Lissabon die Pest grassierte. Zum Dank ließ er hier die Kirche Igreja da Nossa Senhora da Salvação errichten (dt.: Kirche Unserer Lieben Frau der Errettung).
In und um Arruda lagen Festungsanlagen der Linien von Torres Vedras, einer 1810 von General Wellington errichteten Verteidigungslinie gegen die Napoleonischen Invasionen.

## Verwaltung

### Der Kreis
Arruda dos Vinhos ist Sitz eines gleichnamigen Kreises (Concelho) im Distrikt Lissabon. Am 19. April 2021 hatte der Kreis 13.992 Einwohner auf einer Fläche von 78,0 km².
Die Nachbarkreise sind (im Uhrzeigersinn im Norden beginnend): Alenquer, Vila Franca de Xira, Loures, Mafra, sowie Sobral de Monte Agraço.
Die folgenden Gemeinden (Freguesias) liegen im Kreis Arruda dos Vinhos:

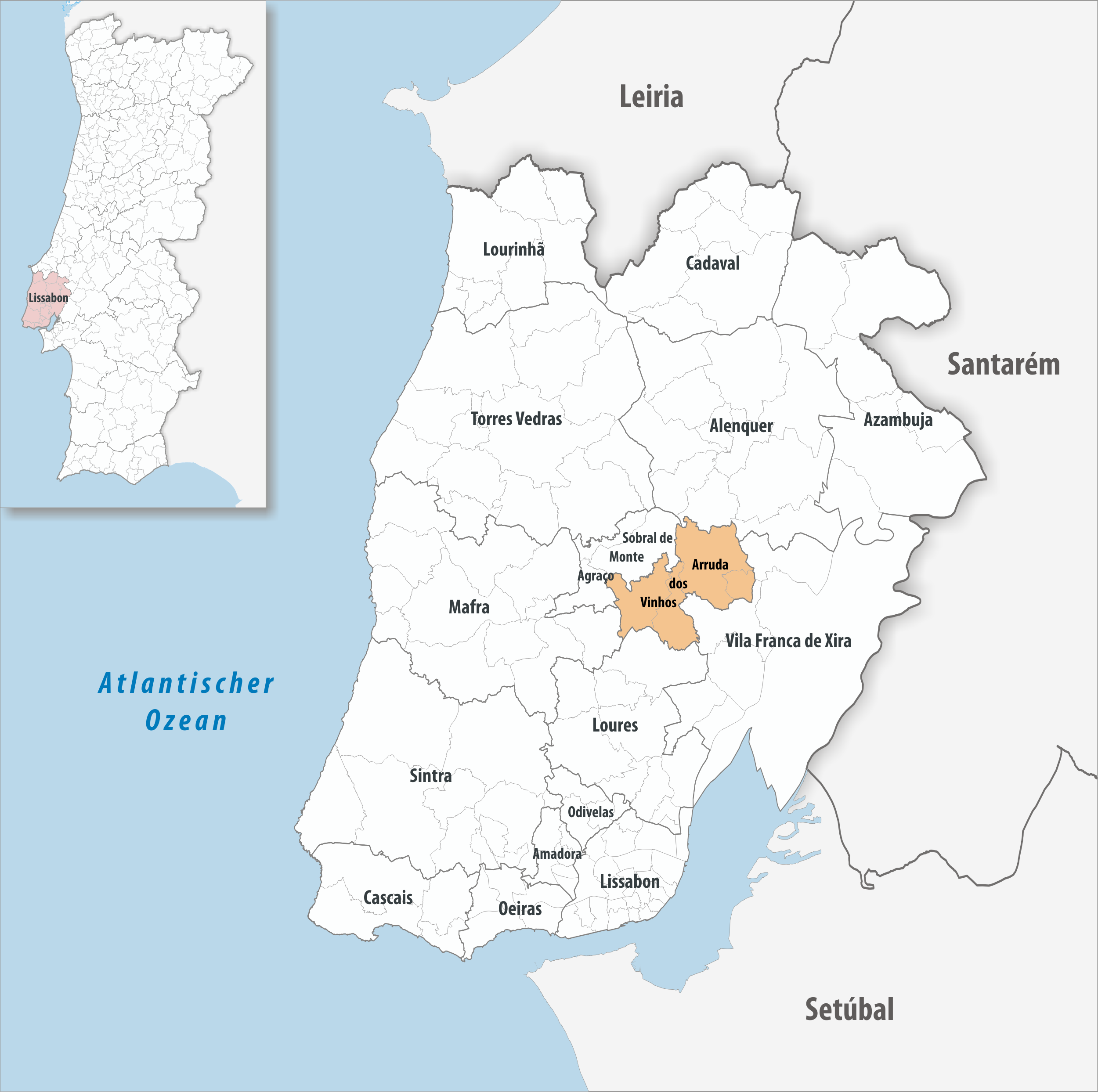
Kreis Arruda dos Vinhos

| Gemeinde                | Einwohner (2021) | Fläche km² | Dichte Einw./km² | LAU- Code |
| ----------------------- | ---------------- | ---------- | ---------------- | --------- |
| Arruda dos Vinhos       | 9.300            | 34,38      | 271              | 110202    |
| Arranhó                 | 2.584            | 21,47      | 120              | 110201    |
| Cardosas                | 819              | 6,01       | 136              | 110203    |
| Santiago dos Velhos     | 1.289            | 16,09      | 80               | 110204    |
| Kreis Arruda dos Vinhos | 13.992           | 77,96      | 179              | 1102      |

### Bevölkerungsentwicklung
| Einwohnerzahl im Kreis Arruda dos Vinhos (1801–2011) | Einwohnerzahl im Kreis Arruda dos Vinhos (1801–2011) | Einwohnerzahl im Kreis Arruda dos Vinhos (1801–2011) | Einwohnerzahl im Kreis Arruda dos Vinhos (1801–2011) | Einwohnerzahl im Kreis Arruda dos Vinhos (1801–2011) | Einwohnerzahl im Kreis Arruda dos Vinhos (1801–2011) | Einwohnerzahl im Kreis Arruda dos Vinhos (1801–2011) | Einwohnerzahl im Kreis Arruda dos Vinhos (1801–2011) | Einwohnerzahl im Kreis Arruda dos Vinhos (1801–2011) | Einwohnerzahl im Kreis Arruda dos Vinhos (1801–2011) |
| ---------------------------------------------------- | ---------------------------------------------------- | ---------------------------------------------------- | ---------------------------------------------------- | ---------------------------------------------------- | ---------------------------------------------------- | ---------------------------------------------------- | ---------------------------------------------------- | ---------------------------------------------------- | ---------------------------------------------------- |
| 1801                                                 | 1849                                                 | 1900                                                 | 1930                                                 | 1960                                                 | 1981                                                 | 1991                                                 | 2001                                                 | 2011                                                 |                                                      |
| 2789                                                 | 4339                                                 | 5547                                                 | 7670                                                 | 8021                                                 | 8875                                                 | 9364                                                 | 10 350                                               | 13 408                                               |                                                      |

### Kommunaler Feiertag
- Christi Himmelfahrt

### Städtepartnerschaften
- Spanien: Moixent, Provinz Valencia (seit 1999)[6]

## Söhne und Töchter der Stadt
- João Lobo Brandão de Almeida (* 1759), Offizier der portugiesisch-britischen Verteidigungskräfte gegen die napoleonischen Invasionen Anfang des 19. Jh.
- Irene Lisboa (1892–1958), Schriftstellerin und Lehrerin